# ポケ

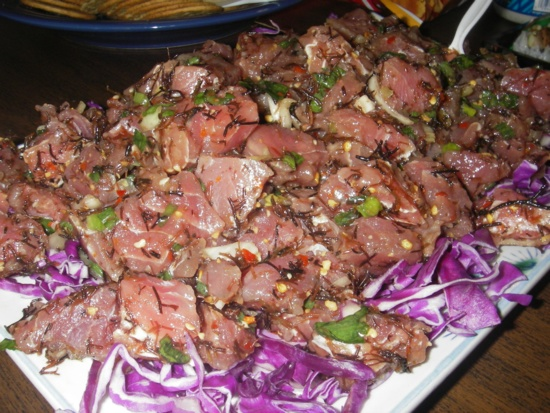
アヒ（マグロ）のポケ

ポケまたはポキ（ハワイ語: poke、英語: poke）は、伝統的なハワイ料理。白飯の上に載せたものはポケ・ボウル/ポキ・ボウル（poke bowl）やボウルの部分を和訳したポケ丼/ポキ丼（ - どん）とも呼ばれる。本項では以降、「ポケ」の表記を用いる。

## 概要
魚介の刺身を小さく切って、醤油ベースのタレや香味野菜で和えた料理である。日本においては、料理の説明をする際に類似料理として漬けマグロが引き合いに出されることがある。
ポケはハワイ語で「小さく切る」「（横方向に）スライスする」という意味がある。

## 歴史
ハワイでは異文化接触前から食されていた料理で、当時は捕った鮮魚に海水の塩、海藻、すりつぶしたイナモナやククイの実をすり込んでいた。
ハワイに新たな到来者が訪れると、その到来者の食文化の趣向を取り入れて、ポケは進化していった。例えば、アメリカ西海岸からハワイへやってきた一団は鮭と塩とをもたらし、中国や日本からの移民は醤油やゴマ油をもたらした。そうして、それぞれの集団がそれぞれの出身の料理を加えていく形で、ポケの多彩な料理メニューが生み出されていった。ポケのレシピが残されているのは1970年代中頃以降であり、こういった新しい食材や調味料がいつから用いられているかははっきりしない。

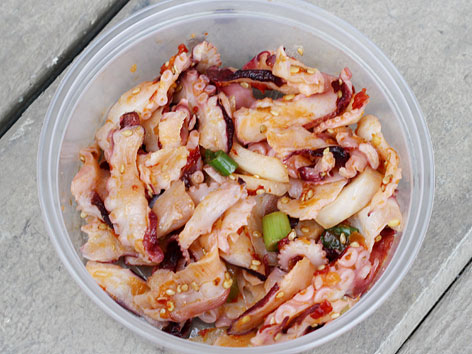
キムチタコポケ

1960年代から1970年代になってマグロやカツオといった料理の材料として使える魚の供給が安定するようになると、ポケの語は料理名として広く普及するようになった。基本的に加熱しない魚介を食べる料理であるため、輸送技術が発達し、新鮮な魚介が届けられるようになったことで、それまで生魚を食べる習慣のなかった地域にも料理としてのポケは広まっていった。今日では世界各地に広まり、人気の料理となっている。
使用される魚介はマグロ、タコ、エビなど様々であり、例えばマグロ（ハワイ語でアヒ）を用いたポケはアヒポケと呼ばれ、マグロとアボカドを使用したアヒポケ丼はポケの定番料理の1つでもある。スパイシーなマグロ、キムチ味のエビ、ふりかけをかけた鮭、タコの味噌漬け、ピピカウラ (ハワイ風の牛の干し肉)、 バカラオ風ポケといった多種多様なポケが販売されている。

## ポケ料理の例

### ポケボウル

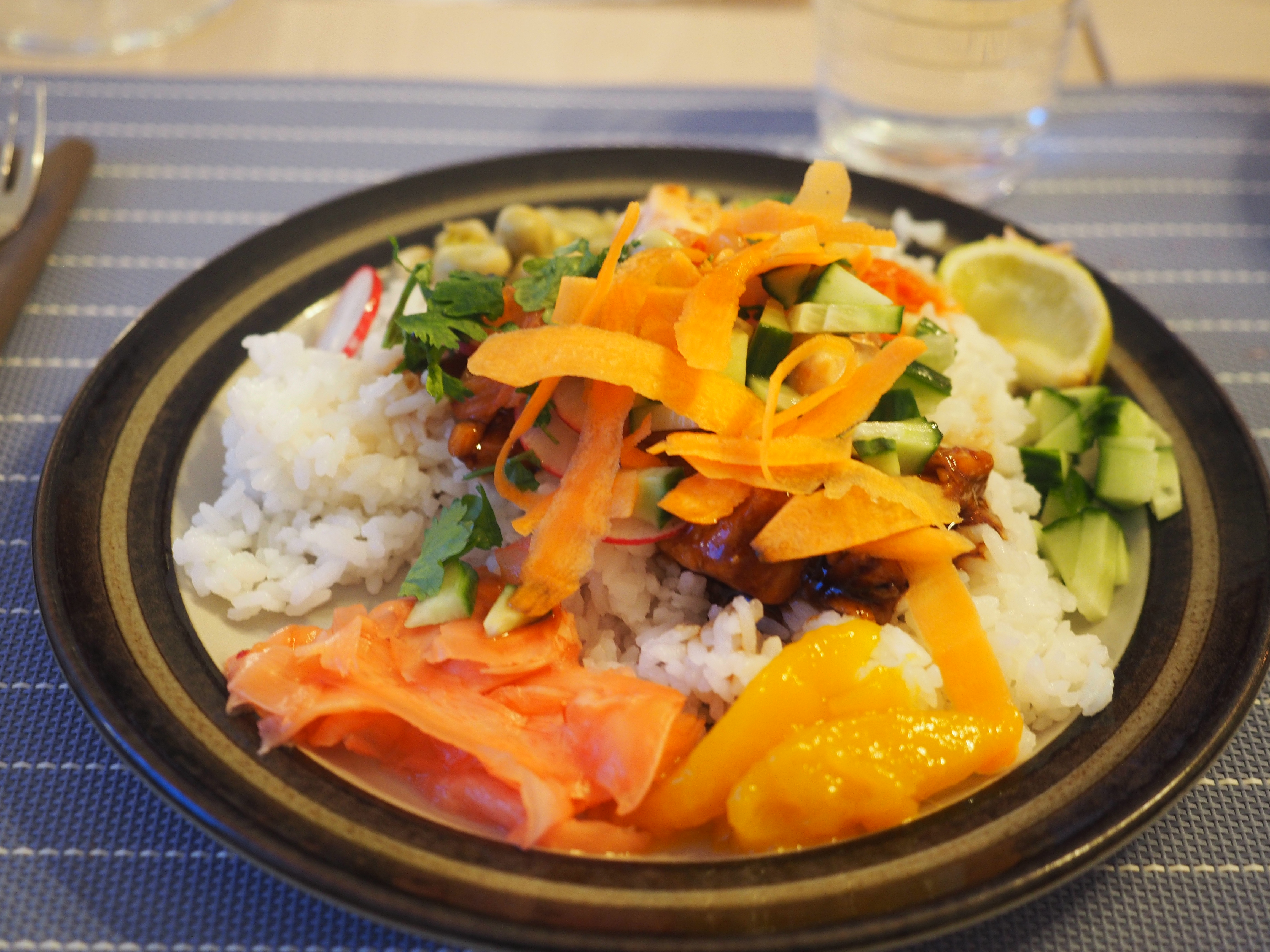
サーモンのポケボウル

盛り付けた飯の上にポケをかけた料理。
ハワイでは短時間でも必ずマリネした魚介が用いられ、キヌア、鶏肉、ズッキーニ、カリフラワー、トウモロコシ、ケール、タケノコ、マンゴー、オレンジの輪切り、アーモンドといったアメリカ本土ではあまり使用されないような食材も用いられる。
ハワイには米を主食とするアジア系の移民も多く、飯が主食の一つとして根付いていたため急速に普及した。

### ポケナチョス
ポケをナチョスに乗せ、ソースをかけた料理。
ソースにはスパイシーなアイオリやハワイアンソースなどが使われる。

### アヒポケむすび
寿司飯でアヒポケの入ったおにぎりを作り、ふりかけをまぶしてから油で揚げた料理。

### ポケタコス

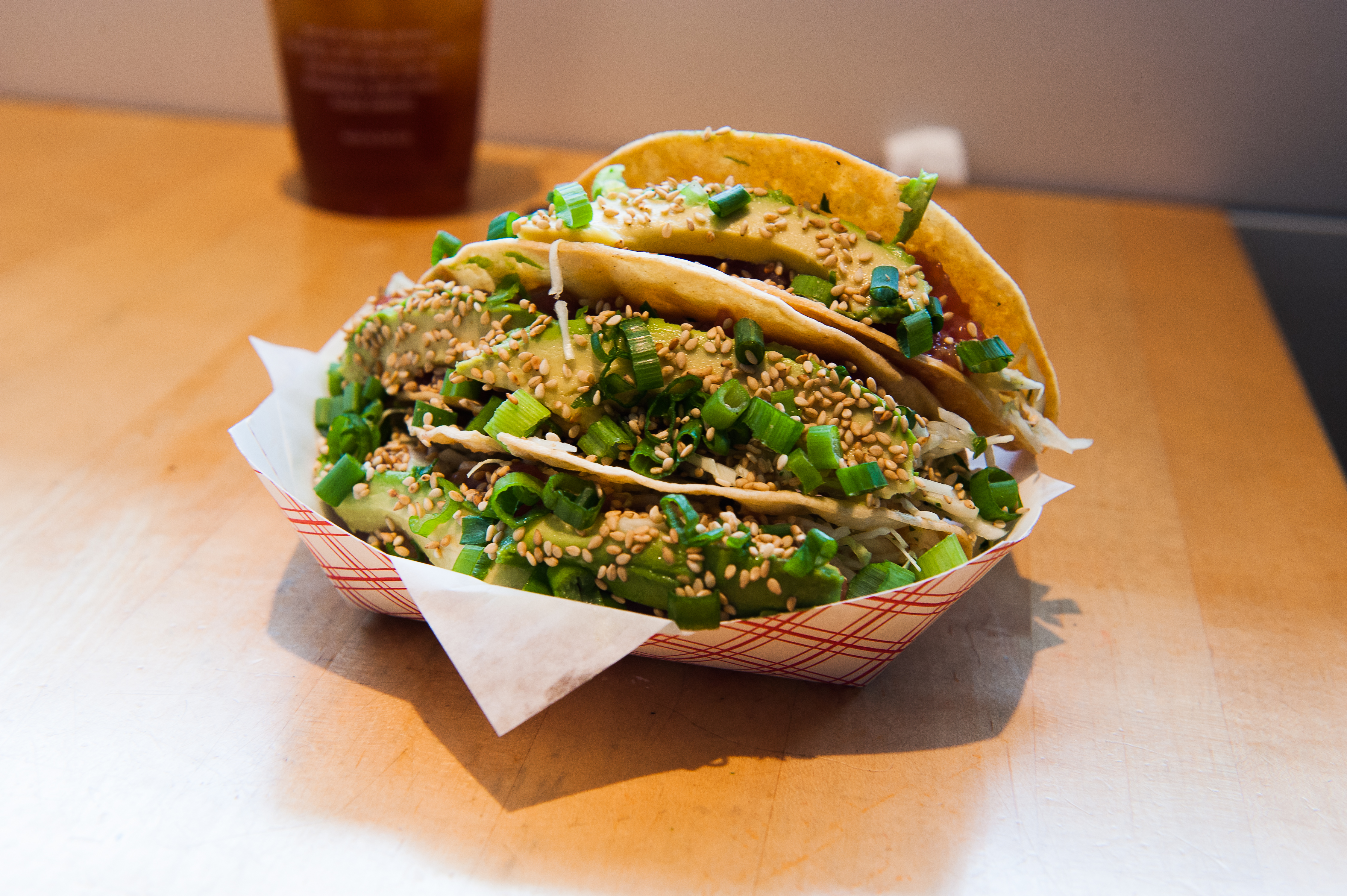
ポケタコス

サイコロ型アヒポケをハードタコでくるんだ料理。

### ポケトスターダ
アヒポケ、ハラペーニョ、コリアンダー、ポン酢醤油をトッピングしたトスターダ。

### 画像
上記以外にも、ベジタリアン向けに豆腐を使用したポケ、マヨネーズとソースでお好み焼き風の味付けをしたポケ、ポケいなり寿司など、さまざまなポケ料理がある。

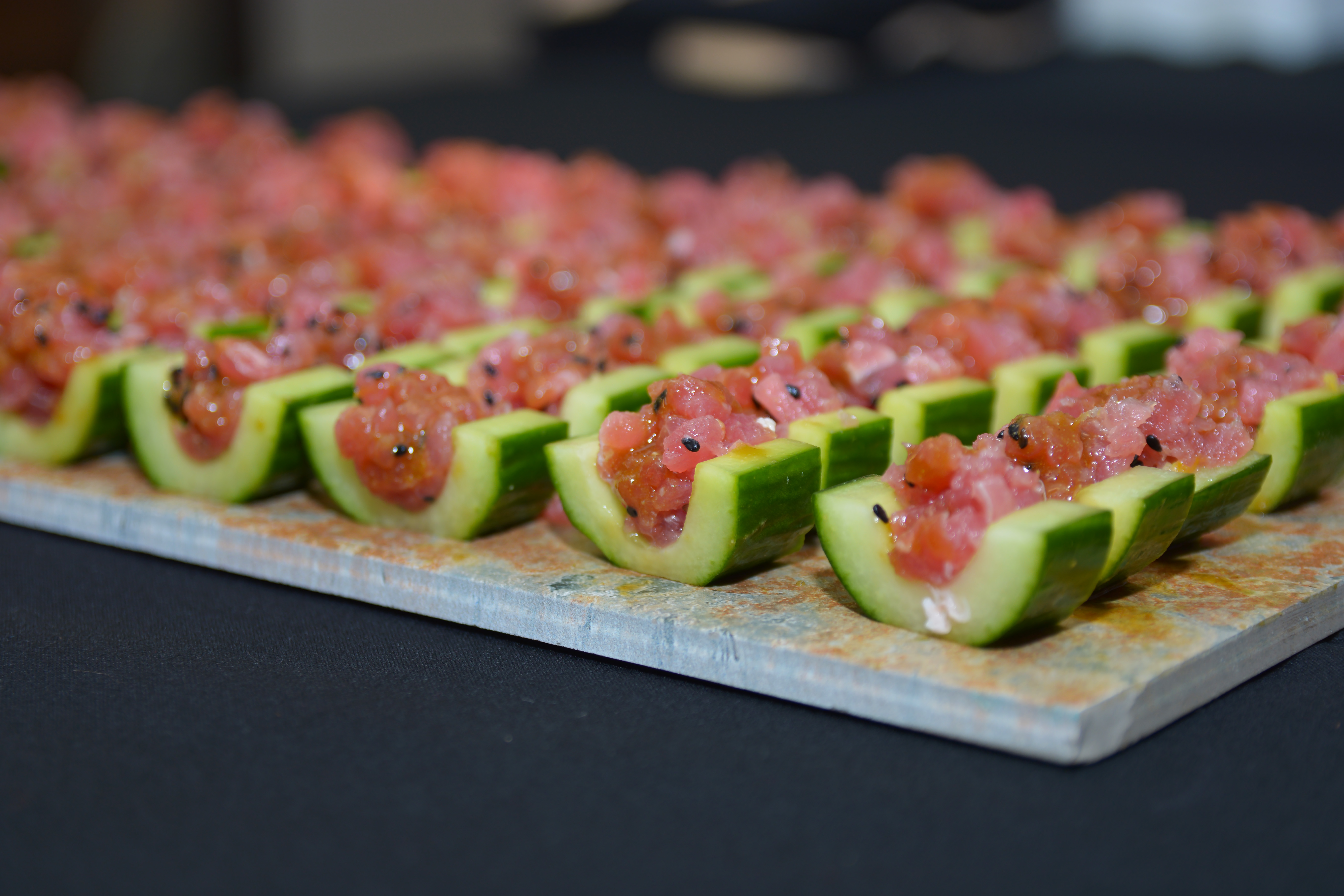
キュウリにツナのポケを乗せたもの
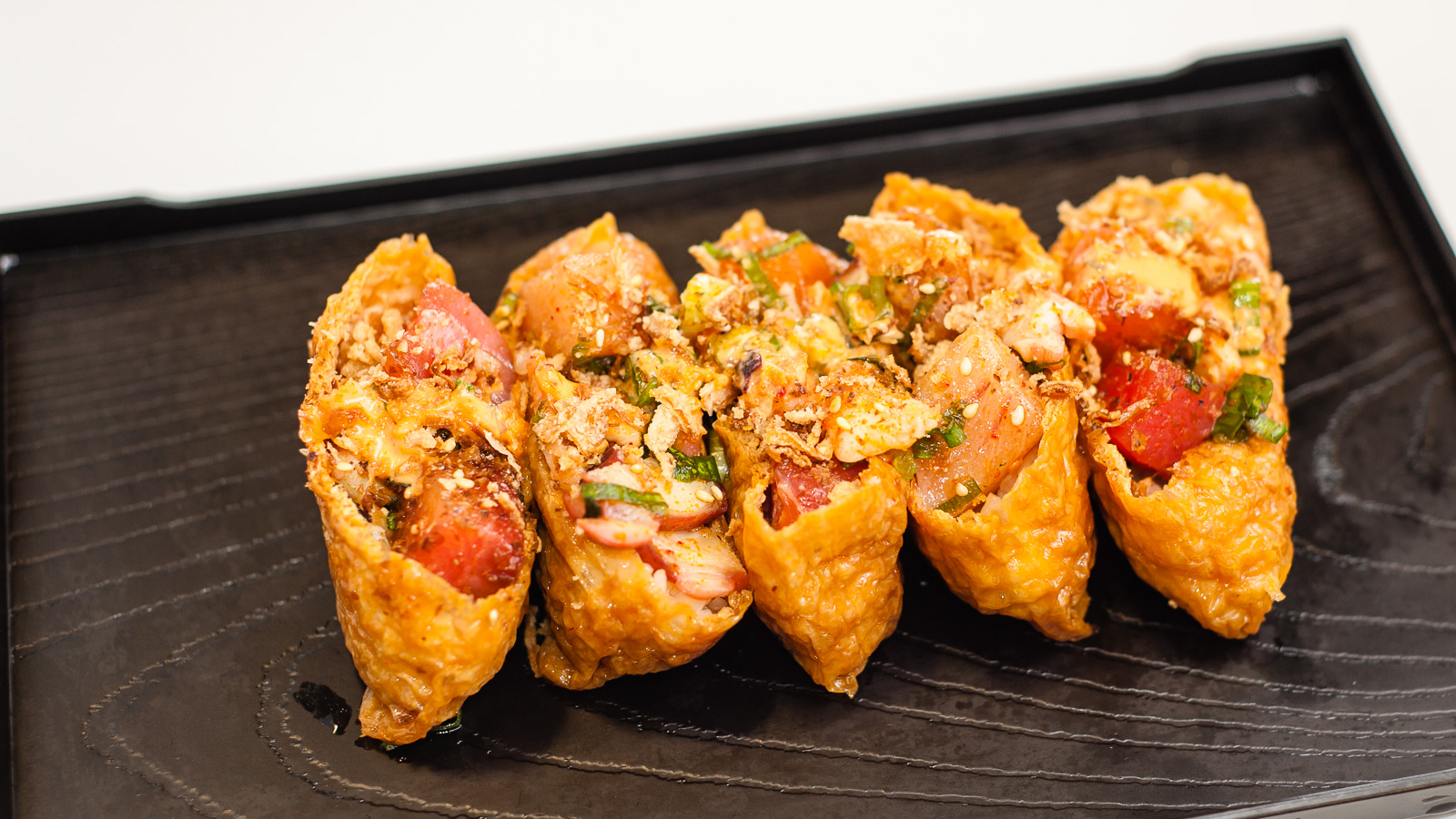
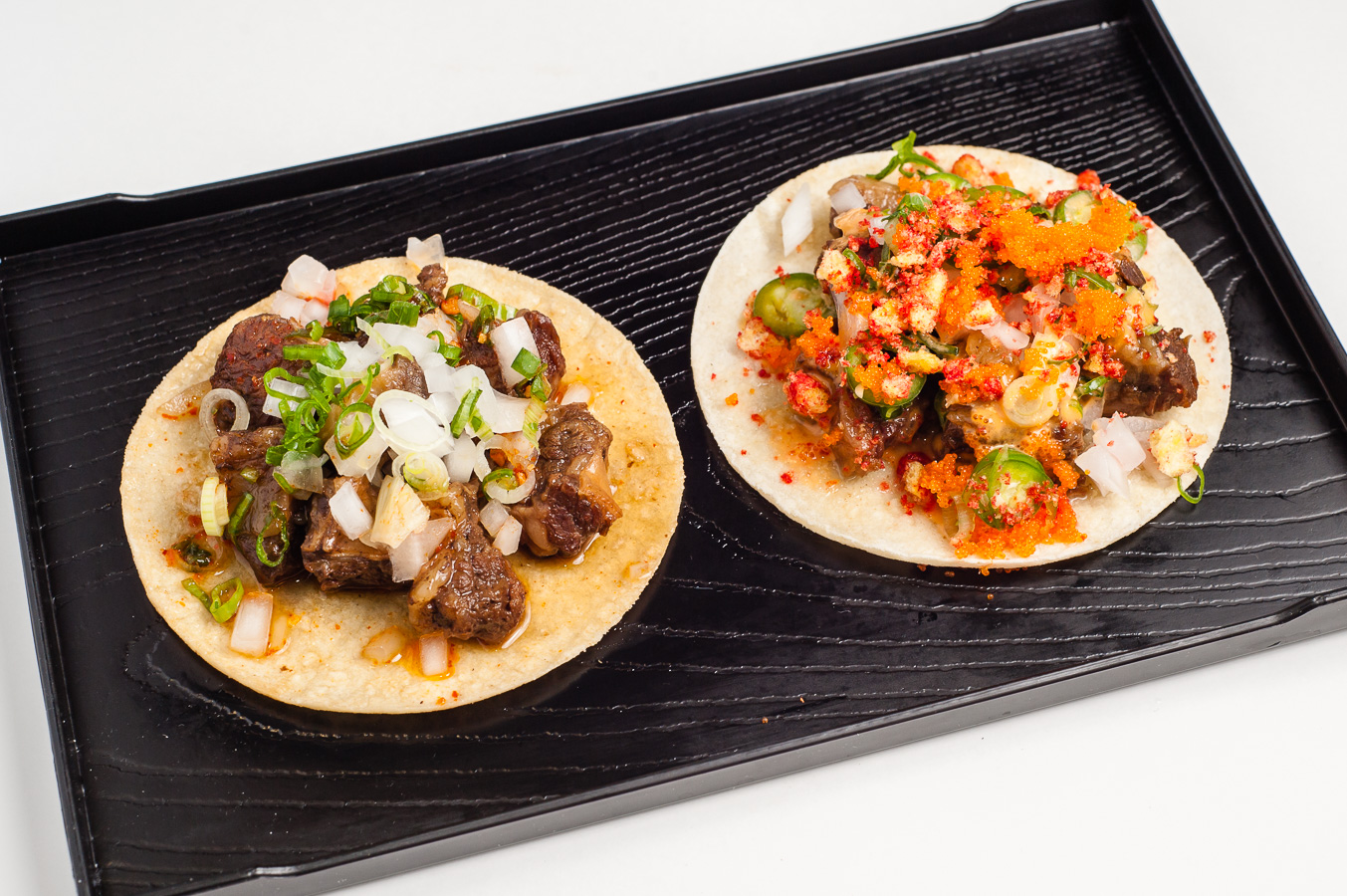
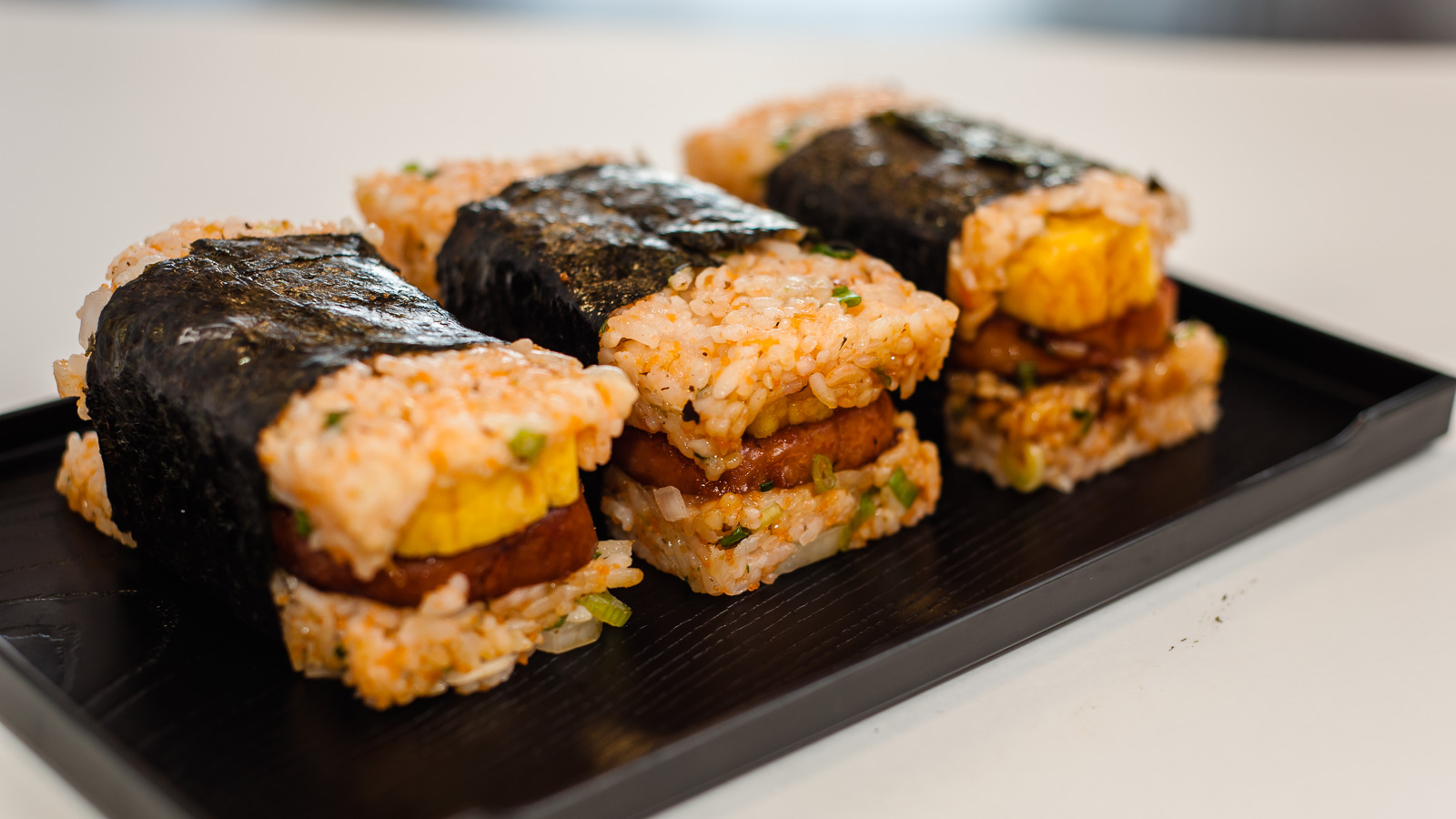
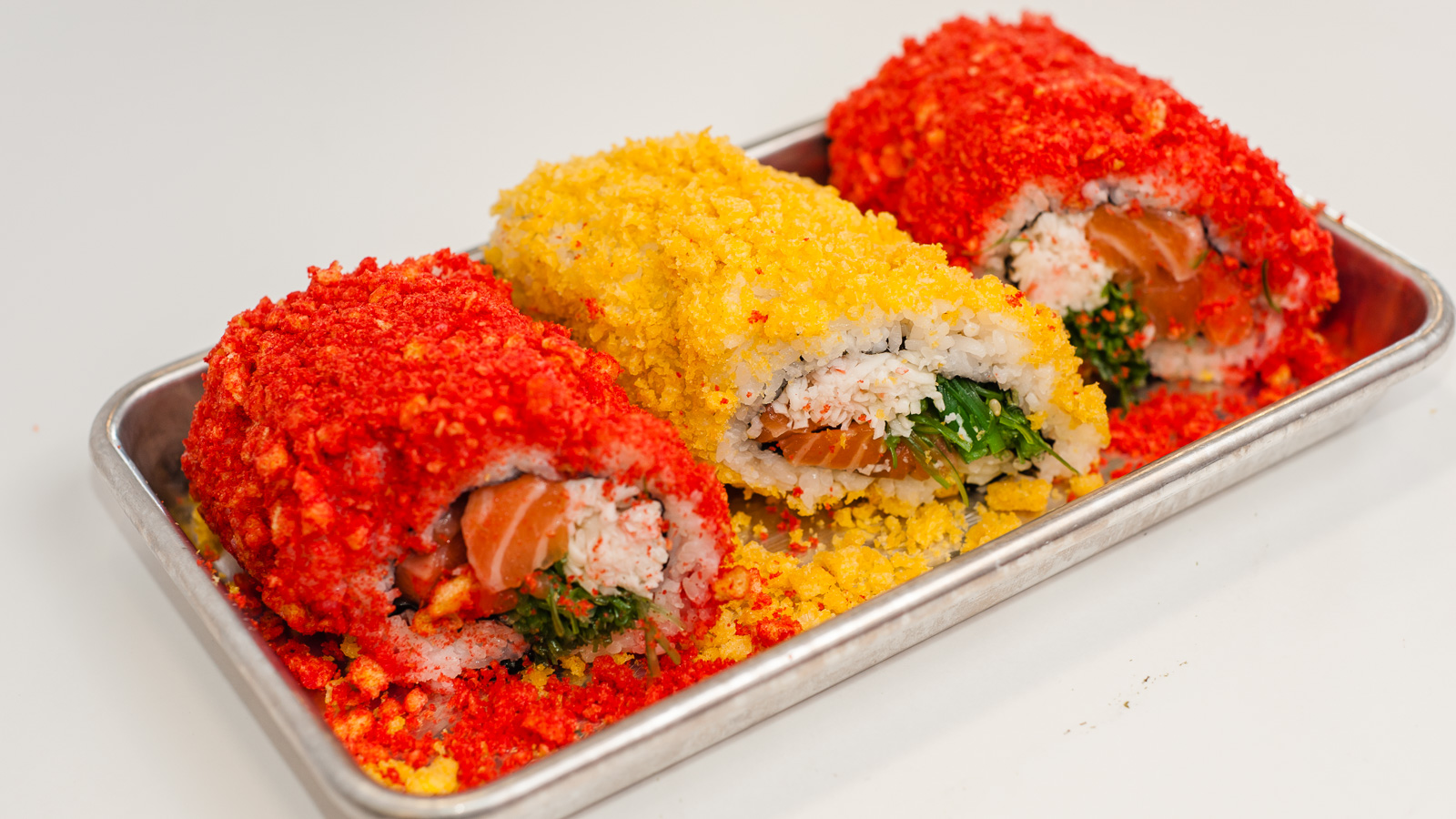
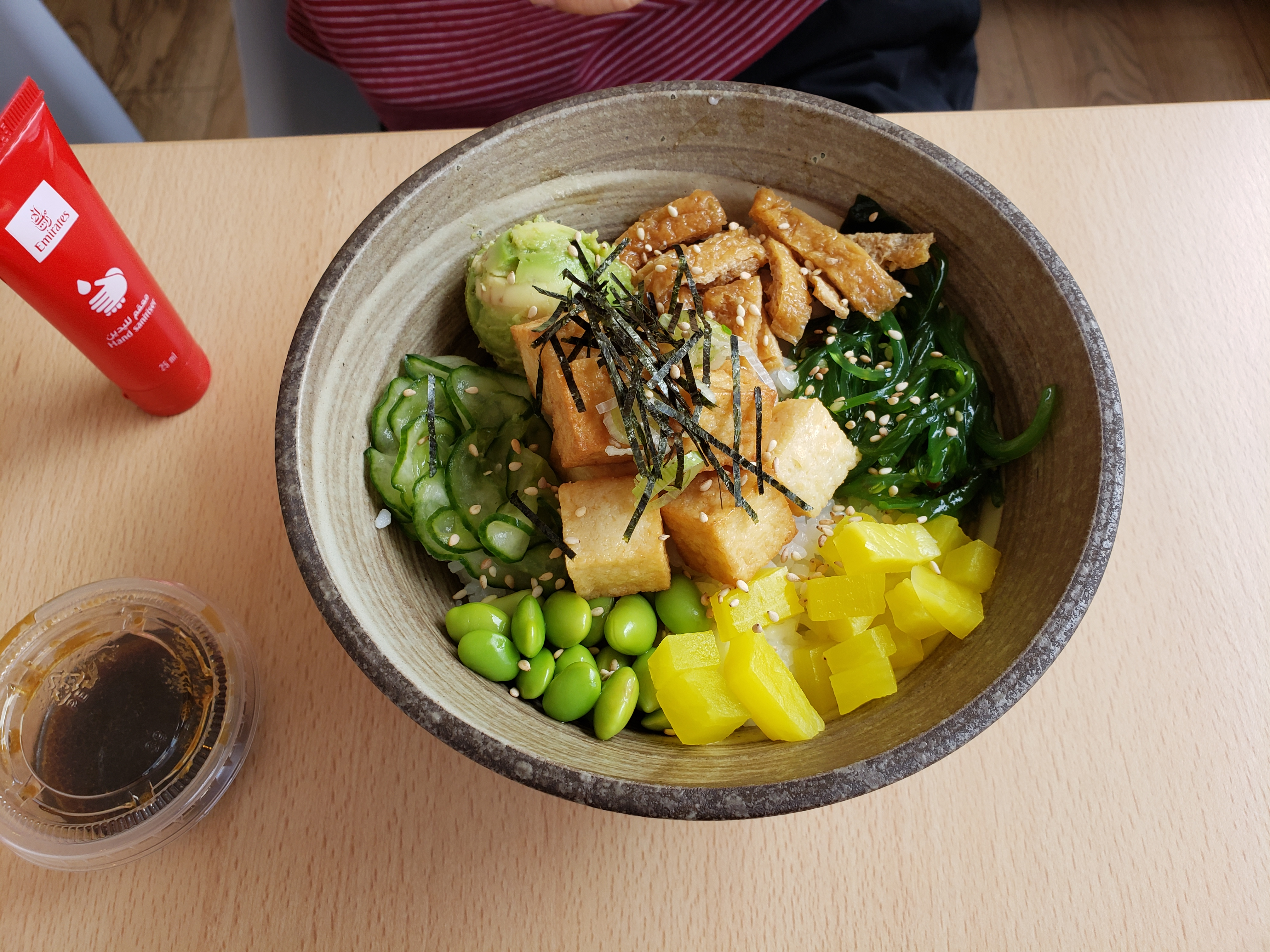
揚げ豆腐のポケ ワサビ醤油